# Tilbrook Point
Der Tilbrook Point ist eine Landspitze in Form markanter Kliffs, die den nordwestlichen Ausläufer von Cook Island im Archipel der Südlichen Sandwichinseln bildet. Sie stellt die östliche Begrenzung der nördlichen Einfahrt in die Douglas Strait dar.
Der Falkland Islands Dependencies Survey benannte sie 1990 nach dem Biologen Peter John Tilbrook (* 1938), der 1964 an Bord der HMS Protector an Erkundungen der Südlichen Sandwichinseln teilgenommen hatte.